# アレクサンドル・ウラソフ (政治家)
アレクサンドル・ウラジーミロヴィッチ・ウラソフ（ロシア語: Алекса́ндр Влади́мирович Вла́сов, ラテン文字転写: Alexander Vladimirovich Vlasov、1932年1月20日 - 2002年6月9日）は、ソビエト連邦の政治家。大将。ミハイル・ゴルバチョフの時代に第7代内務大臣、ロシア・ソビエト連邦社会主義共和国閣僚会議議長（首相）を務める。

## 経歴
1932年1月20日にソビエト連邦のブリヤート自治ソビエト社会主義共和国バブシキン市に誕生する。ロシア人である。1954年にイルクーツク鉱業・冶金大学を卒業し、鉱山技師として働く。
- 1954年～ - イルクーツク州のコムソモールの課主任、市委員会第二書記
- 1960年 - 州委員会第一書記
- 1961年～ - ソ連共産党地区委員会第一書記、産業州委員会第二書記、州執行委員会第一副議長
- 1965年～ - 党ヤクーツク州委員会書記、第二書記
- 1972年 - 党中央委員会監察官
- 1976年 - 党中央委員会委員候補
- 1975年～1984年 - 党チェチェン・イングーシ委員会第一書記
- 1981年 - 党中央委員会委員
- 1984年～1986年 - 党ロストフ州委員会第一書記
- 1986年 - ソビエト連邦内務大臣
- 1987年 - 大将の階級を授与。
- 1988年～1990年 - ロシア・ソビエト連邦社会主義共和国閣僚会議議長（ロシアの首相）
- 1988年9月 - 党中央委員会政治局員候補
- 1989年9月～1990年6月 - 党中央委員会ロシア局員。第9期～第11期ソ連最高会議代議員。
- 1989年 - ソ連人民代議員。

| 公職                            | 公職                                                                    | 公職                    |
| ------------------------------- | ----------------------------------------------------------------------- | ----------------------- |
| 先代 ヴィタリー・フェドルチュク | ソビエト連邦内務大臣 第7代：1986年1月24日 - 1988年10月10日              | 次代 ワジム・バカーチン |
| 先代 ヴィタリー・ウォロトニコフ | ロシア・ソビエト連邦社会主義共和国 閣僚会議議長 第11代：1988年 - 1990年 | 次代 イワン・シラーエフ |